# Pseudocarcinus gigas
Genre
Espèce
Pseudocarcinus gigas (ou Crabe géant de Tasmanie) est une espèce de crabes de la famille des Menippidae, la seule du genre Pseudocarcinus.

## Description

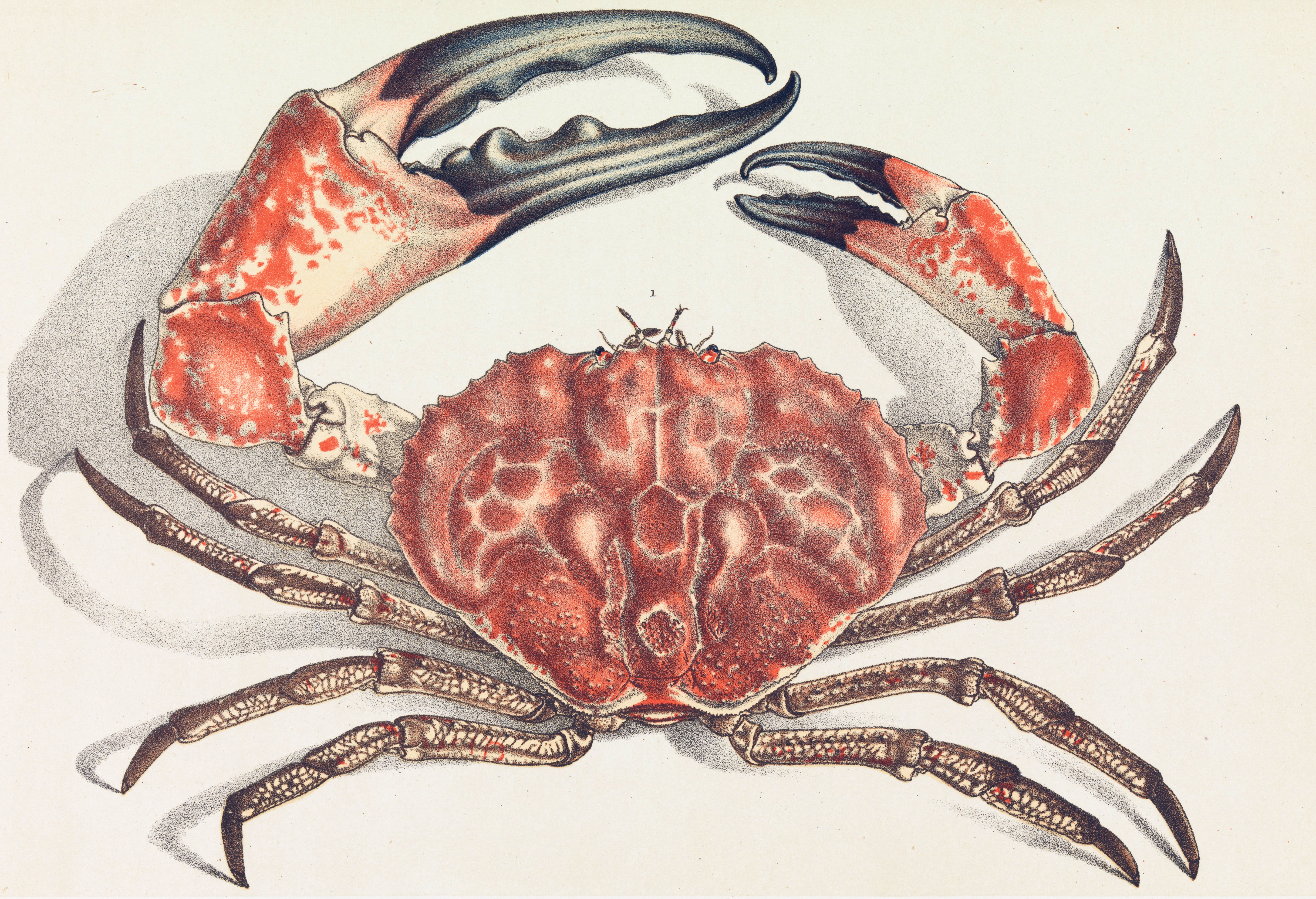
Crabe géant de Tasmanie (illustration).

Ces crabes géants peuvent peser jusqu'à 13 kg et leur carapace mesurer 50 cm. Cette espèce est la seconde espèce de crabe en taille.

## Distribution
Ils sont originaires du nord de la Tasmanie et vivent à une profondeur de 140 à 270 m.

## Intérêt économique
Ils sont commercialisés depuis 1992 et ont généré en 2006 un revenu de 2 millions de dollars australiens.